# أنتوني بلاكبيرن
أنتوني بلاكبيرن (بالإنجليزية: Anthony Blackburn)‏ هو ضابط بحري بريطاني، ولد في 18 يناير 1945.